# リチャード・ゴードン・スミス
リチャード・ゴードン・スミス（Richard Gordon Smith、1858年 - 1918年11月6日）は、イギリスの旅行者、スポーツマン（狩猟などを楽しむ人）ならびに日本に数年滞在したのをはじめ、多くの国を見聞した博物学者である。

## 生涯
リチャード・ゴードン・スミスは1858年にイングランド北西部のアーズウィックのバンクフィールドに生まれる。イギリスの紳士で、始めの頃はフランスやノルウェー、カナダを旅行した博物学者やスポーツマン。父のジョン・ブリッドソン・スミスはチェルトナムに住む家族の九つ子の末弟で、自身の探求の才能は彼の血筋から受け継がれた。
モントリオール出身で4,5歳年下の妻のエセル・ニューカム(Ethel Nercomb)とは1879年8月20日に結婚、後にガスペ半島に入植し、間に生まれた子供は次々に急逝したものの、一男（1888年死亡）、三女（うち一人は1892年にフランスで生まれる。三人はスミス死去の際に財産の分配相続を受けた）を授かった。
妻と結婚して18年、スミスは旅に明け暮れ、家庭を顧みない人物になっていた。数々の試験にも受からず、祖父の築いた財産を相続して欧州を股にかけて狩猟三昧の生活を送っていたが、妻との不仲から逃げ出すためにトーマス・クックの世界一周パック旅行を利用して来日。大英博物館からの依頼も受け、生物に関する調査も兼ねていた。途中でスリランカやミャンマーなどの極東の地域で調査を行い、1898年12月24日に日本へ到着。初めての旅行による見聞に基づき、彼の8冊にも及ぶ膨大な手記を認（したた）めることになった。 スミスは自らが遭遇した奇異な信じられない出来事をまとめ、これらを「仰天日記」と呼んだ。日露戦争を皮切りに変化する以前の日本の風俗を表現したものである。記述は排他的で人種差別的表現が散見され、植民地主義時代のイギリス人の日本人に対する優越感が見てとれる。手記には絵師によって緻密に描かれたイラストが添えられ、当時の光景を示した写真も多く残されている。
1900年2月まで滞在した後、ニューギニアやフィジーでの探索を経てイギリスに帰国しようとするものの、7月末の出港時に夏の暑さが元で病気に罹り、香港で数日間定期船を待った末に日本へ再び戻り、しばらくの間療養をしていた。1903～1905年にかけてイギリスへの航路の途中、中国やシンガポール、スリランカへ寄港。1905年末に京都を訪れ、民話や伝説を見聞したものを自らの日記に残した。さらに動植物を採集し、大英博物館に寄贈した。
 

1908年には、ロンドンの出版社よりAncient Tales and Folklore of Japan（日本昔話民間説話集）を発行するが、イギリスではさほどの評価は得られなかった。序文には次のように綴られている。
20年にわたる年月をかけて多くの場所で収集を行った膨大な記述からなる本書のうち、特に最後の9年にも及ぶ日本という内なる海原における漁労の成功と失敗を積み重ねた末に、学術における50もの貴重な成果を見いだしたことにより、エドウィン・レイ・ランケスター卿は「日本の文化人類学における知己としての重大な発見である」とみなしている。
1910年にはスミスの資金繰りの悪化に伴い、妻に別居を通告された。彼は脚気とマラリアを患った上で健康を害し、1915年9月をもって手記を断筆した。1918年11月6日死去、神戸の外人墓地に埋葬された。訃報は日本語版の"Weekly Chronicle"にも伝えられた。
日本では1907年3月16日に旭日章（勲四等旭日小綬章）を受賞した。

## 著書
- Ancient Tales and Folklore of Japan（日本昔話民間説話集）[14]
- Travels in the Land of the Gods: The Japan Diaries of Richard Gordon Smith（ゴードン・スミスのニッポン仰天日記）
  - 没後、イギリスで長い間お蔵入りになっていたが、遺族の手により近年再び日の目を見た。日本語版も出版されている[15]。ゴードンによる全8冊の写真・絵入り日誌から抜粋・編集された本で、日本語版刊行の際も原文の閲覧は許されなかった[16]。『たけし・さんま世紀末特別番組!! 世界超偉人10万人伝説』では原本の数冊が特別にスタジオで公開された。後に日記等は売却され、現在は大阪青山大学短期大学部に保管されている[15]。

## 日本を訪れたスミスの経歴

### 1度目
- 1898年
  - 12月24日：早朝、長崎港に到着。船を降り、周囲にあるものに興味を感じる。午後2時30分に出帆し、瀬戸内海の島々を通過。
  - 12月25日：午後、神戸港に到着。翌日まで現地を見物し、横浜へ向かう。
  - 12月27日：横浜に到着。28日に初めて富士山を見る。
  - 12月30日：汽車で東京へ向かう。
  - 12月31日：アーネスト・サトウより、晩餐会の招待を受ける前に、日本の風物や食を楽しんでもらうために吾妻橋の先の料理茶屋へ招かれ、食事の後は浅草界隈を見物。

- 1899年
  - 1月1日：ホテルで正月を迎える。
  - 1月5日：屋形船で川下りを楽しんだ後、上野公園でお茶を飲む。ある店で花札を買い、人力車で谷中の寺院へ向かう。
  - 1月6日：東京を発つ。
  - 1月8日：鵠沼を訪れ、料理を賞味し、凧揚げを鑑賞する。
  - 1月9日：午後、ユカリという女性に会い、夕刻に別れる。
  - 1月11日：横浜を出港。

### 2度目
- 1900年
  - 3月4日：横浜港へ到着。
  - 3月6日：船で神戸へ向かう（8日到着）。
  - 3月10日：横浜行きの船に乗り込む（11日到着）。
  - 3月18日：東京に到着、尾張町で御木本幸吉と会う。
  - 3月29日：箱根に到着。31日まで滞在し、横浜にいて、再び上京。4月5日には吉原へ出かける。
  - 4月10日：横浜へ戻る。
  - 4月17日：神戸へ向かう。
  - 4月19日：神戸に到着。家を借り、当分の間滞在。「おサイさん」よりラブレターをもらう。
  - 4月29日：姫路に到着。
  - 5月19日：瀬戸内海をクルージング。

### 3度目
- 1900年
  - 8月15日：神戸へ戻り、ホテルで療養。
  - 10月24日：大阪へ出発。
  - 11月～12月：兵庫に滞在、猟などを行って過ごす。
- 1901年
  - 1月1日：正月。福茶を振る舞われる。
  - 1月中に日本を離れる。

### 4度目
- 1902年
  - 4月頃：瀬戸内海及び島々で魚類や小さな哺乳動物の採取を行う。

### 5度目
- 1903年
  - 10月29日：横浜港へ到着。
  - 10月31日：東京帝国大学で飯島魁と会う。上野公園で掛物の展覧会に出向き、二枚購入。翌日、東京より神戸へ向かう。
  - 12月28日：この頃より日露戦争に関する記述が見られる。
- 1904年
  - 2月12日：山崎へ猟に出かける。銃の誤射で人に当たったが、軽傷で済んだ。
  - 2月22日：この頃より妖怪や日本の神話に関心を持ち始める。
  - 3月2日：生け花に興味を持つ。
  - 3月15日：ブダイの標本が届けられる。
  - 3月27日：清浦奎吾らから手紙が届く。
  - 3月28日：根付に興味を持つ。
  - 5月頃：瀬戸内海で再び魚類の採取。途中で宮島の神社を訪れる。
  - 6月4日：大阪の射撃大会に参加。
  - 6月5日～：瀬戸内海の明石付近で再び魚類の採取。
  - 6月16日：神戸へ戻る。
  - 6月23日：姫路にて戦争で傷を負った軍人たちの乗っている列車を見かける。
  - 6月24日～：小豆島付近で魚類の採取。
  - 6月30日：神戸行きの列車に乗る。
  - 7月1日：ラムネや氷を売っている店の前を通りかかる。
  - 7月16日：調査のため再び海に出る。途中で遺体や藻などでいっぱいの島を見かける。
  - 7月25日：この時までに大英博物館に1,002種の魚を送っている。
  - 8月4日：大阪で買い物。
  - 8月15日：医師より脚気の病状を告げられ、しばらくの間は安静。
  - 9月11日：スッポンを賞味する。
  - 9月22日：平清盛の墓を見に行く。
  - 9月23日：神戸の常盤茶屋にて、知事らと共に芸者を交えての晩餐会が開かれる。
  - 10月4日：早朝に列車で神戸を出発。大阪、奈良、亀山を経て、津に到着。山田のホテルで宿泊。
  - 10月5日：伊勢神宮を訪問。お札をいただく。
  - 10月6日：二見浦の夫婦岩を見たあと、鳥羽へ向かう。
  - 10月7日：船で鳥羽を出航し、答志島に到着。ここで海女たちの作業を観察し、彼らと語らいあった。
  - この間、神戸へ戻る。
  - 11月1日：愛犬のカーロー死ぬ。
  - 12月2日～：西宮などで猟をしに行く。
- 1905年
  - 2月7日：日本を離れる。

### 6度目
- 1905年
  - 11月頃：狩りのシーズンに合わせ来日。しばらくの間神戸の街を観察する。
  - 11月27日：愛犬ジンジャーとブラッシュがスミスの元に届けられる。犬に危害が及ぶのを防ぐため、周辺の交番に嘆願のメッセージを添えた犬の写真を配布。
  - 12月7日：珊瑚の彫刻を手に入れる。
- 1906年
  - 1月頃：民話や幽霊の話を記録する。
  - 2月10日：神戸を出発。12日東京に到着。
  - 2月14日：浅草寺へ行く。見世物小屋で河童のミイラを見かける。
  - 2月15日：帝国ホテル近くのテント小屋で相撲を見物。その晩、カワウソに関する伝説を聞かされる。
  - この間、民話や神話を書き写すことに専念し、また、哺乳動物の収集も行っている。
  - 7月頃：伊勢湾周辺で生物の収集や民話の集録を行う。
  - 9月19日：急行で大津へ向かう。茶屋でアユなどを賞味するが、鯉の活き造りに対しては残酷だと不快に思う。
  - 9月20日：唐崎神社にある唐崎の松を見物。帰りに大津の三井寺に立ち寄る。京都ホテルに宿泊。
  - 10月頃：マラリアで体調を崩すが、狩りのシーズンになると山崎などに足を運んだ。
  - 11月25日：大阪で真珠などを購入。
  - 11月28日：京都の山中骨董店で羅漢像などを見物。
- 1907年
  - 1月18日：武術の試合を見物。
  - 1月23日：答志島の人がスミスの元を訪れ、足が27本（普通の8本足のうち7本が枝分かれしたもの）もあるタコを持って来てくれる。
  - 2月18日：京都の都ホテルでディナーに招待される。
  - 2月19日：京都の風景を写真に収める。
  - 3月16日：叙勲を受ける。

## 発見した生物
スミスが発見した生物には自らの学名が付けられている。
- Aglaia smithii - センダンの一種
- Ahnfeltiopsis smithii - オキツノリの一種
- Anas smithii - ケープハシビロガモ
- Bathyraja smithii - アフリカカスベ[17]
- Chodsigoa smithii - スミスケムリトガリネズミ
- Crocidura smithii - スミスジネズミ
- Spirobranchus smithii - クテノポマの一種
- Cypripedium smithii - スミティー[18]（アツモリソウの一種）
- Damburneya smithii - クスノキ科ダンブルネヤ属の樹木
- Dendropanax alberti-smithii - カクレミノの一種
- Durio wyatt-smithii - ドリアンの一種
- Eospalax smithii - スミスモグラネズミ
- Euphorbia smithii - トウダイグサの一種
- Ficus albert-smithii - イチジク属の樹木
- Gekko smithii - スミスヤモリ
- Geophaps smithii - アカメシャコバト[19]
- Herpestes smithii - アカマングース
- Hirundo smithii - ハリオツバメ[20]
- Hopea wyatt-smithii - フタバガキ科の樹木
- Kerivoula smithii - ヒナコウモリ科の生物
- Leptocharias smithii - アフリカドチザメ
- Lissonycteris smithii - オオコウモリの一種
- Megalogomphus smithii - サナエトンボ科の生物
- Myodes smithii - スミスネズミ
- Nectandra smithii - クスノキ科ネクタンドラ属の樹木
- Pangshura smithii - スミスセタカガメ
- Pisonia donnell-smithii - オシロイバナ科の植物
- Podocarpus smithii - マキ科の樹木
- Pouteria austin-smithii - オオミアカテツ属の樹木
- Procordulia smithii - エゾトンボ科の生物
- Rotala smithii - キカシグサ属の植物
- Stygobromus smithii - ヨコエビの一種
- Syagrus smithii - ヤシの一種
- Synaptura smithii - アマミウシノシタの一種（セトウシノシタ[21]）。瀬戸内海で採取された[22]。
- Synodontis smithii - シノドンティスの一種
- Tlalocohyla smithii - アマガエル科の生物
- Trachypithecus smithii - ダスキールトン（シロマブタザル）[23][24]

## 関連文献
- 『ゴードン・スミスの見た明治の日本―日露戦争と大和魂 』井伊春樹、角川学芸出版 (2007/08)
- リチャード･ゴードン･スミス 著、荒俣宏 訳『ゴードン・スミスのニッポン仰天日記』小学館（原著1993-5-1）。ISBN 978-4093870481。
- リチャード･ゴードン･スミス 著、吉沢貞 訳『日本の昔話と伝説』南雲堂、1993年7月。ISBN 978-4523261841。 - スミスによる現地の人々への取材を元に編纂された57篇の説話集。

## 関連リンク
- Ancient Tales and Folklore of Japan. Google Books.
- Two Japanese Hermit Tales.
- Ancient tales and folklore of Japan  London, A. & C. Black社刊, 1908年 (色挿絵付き)